# Timebomb (Tove Lo)
Timebomb è un singolo della cantante svedese Tove Lo, il terzo estratto dall'album in studio Queen of the Clouds e pubblicato il 12 agosto 2015. 
Negli Stati Uniti la sua pubblicazione è stata cancellata.